# 乙瑛碑
《乙瑛碑》，全稱名為《漢魯相乙瑛請置孔廟百石卒史碑》，或稱做《孔廟置守廟百石孔龢碑》、《漢孔子廟置卒史碑》、《魯相乙瑛碑》，因為百石卒史官叫故孔龢（通「和」），所以又叫《孔和碑》，因為碑的頂部沒有碑額，所以歷朝歷代沒有一個固定的名稱。碑身為長立方體，總高度198公分，寬度91.5公分，厚度22公分，以石灰岩質的石材刻成。正文一共十八行，每行有四十個字。碑文以漢隸書寫篆刻，於漢桓帝永興元年（西元153年）立碑，原來一直收存在中國山東省曲阜孔廟的同文門下，1978年移往東廡，1998年再移至漢魏碑刻陳列館典藏至今。《乙瑛碑》是東漢隸書碑刻中，筆韻雄健剛勁又兼具宗廟典雅之氣的代表作。

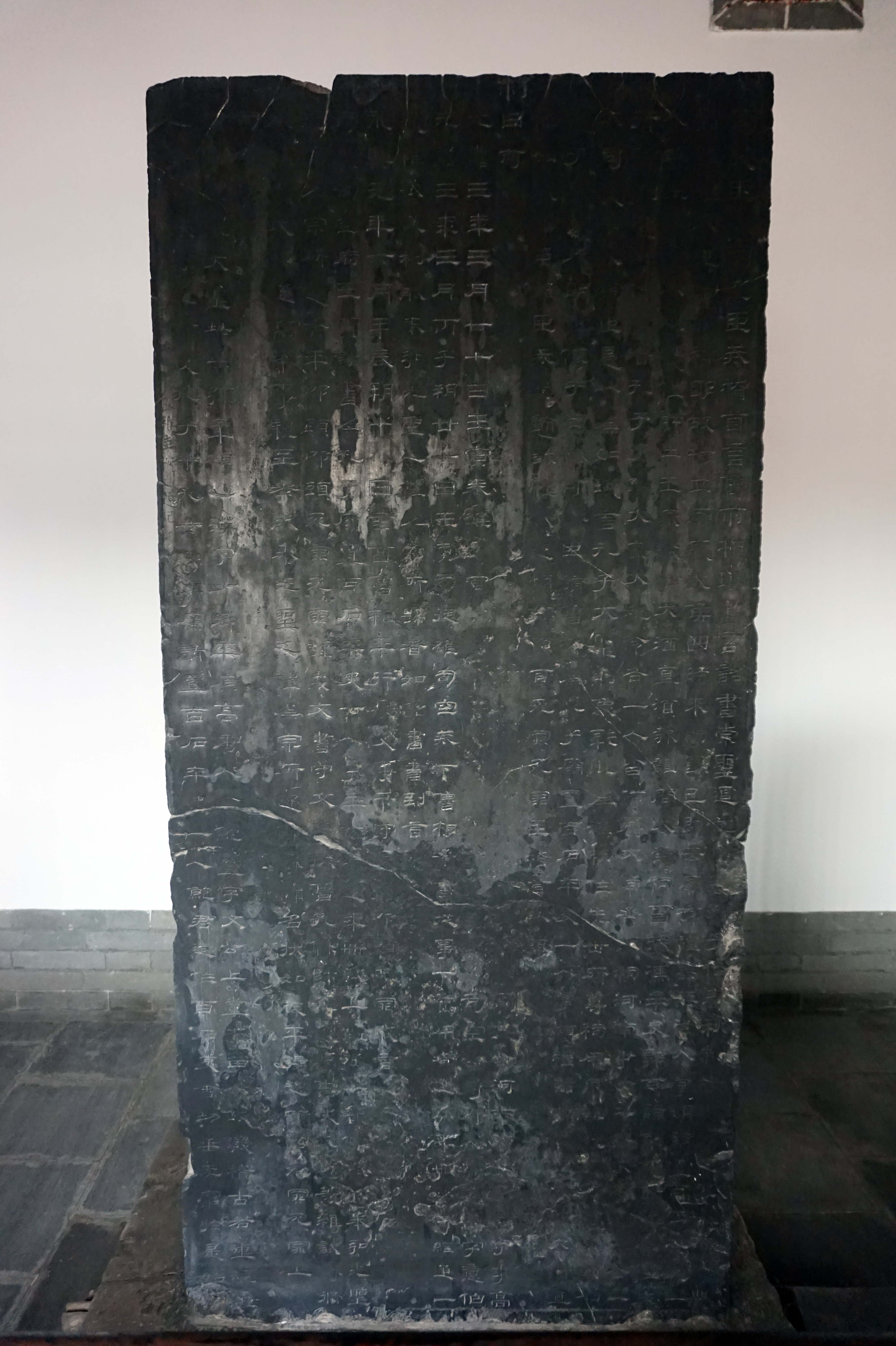
漢魏碑刻陳列館館藏的《乙瑛碑》

## 碑文簡介
《乙瑛碑》的內容，敘述的是東漢司徒吳雄、司空趙戒上奏漢桓帝，說明前魯相乙瑛曾向朝廷建議，為孔廟設置一名守廟的百石卒史官，以便管理祭祀禮器、禮品及主持祭祀孔子的禮節事務。在獲得桓帝准奏後，透過司徒、司空府將詔書轉達給乙瑛，同意他提出的建議，為孔廟設置百石卒史一人，明定候選者年齡必須在四十歲以上，研究經史，通曉一藝，能夠遵行、弘揚孔子聖教禮儀，具有威望的學者。符合條件的人有：文學署吏的孔龢、師傅孔憲及戶曹史孔寬等三個人，在經過考試評選後，最終由著名孝子，精通《春秋公羊傳》嚴氏學的孔龢，獲選擔任孔廟百石卒史官職。最後一段，首先讚頌孔子的聖德，表彰乙瑛的政績，以及記錄相關有功人員。
本章上奏獲准的時間是元嘉三年（西元153年）三月廿七日，碑文的撰刻時間是永興元年（該年五月改年號為永興）六月十八日。碑文最後空白處，有宋朝的張稚圭以楷書題寫刻文：「後漢鍾太尉書。元嘉祐七年張稚圭按圖題記」幾個字。
鍾太尉指的是鍾繇，他出生於元嘉元年（西元151年），於漢獻帝初平三年（西元192年）才擔任黃門侍郎，而《乙瑛碑》立於漢桓帝永興元年（西元153年），前後相距四十年，鍾繇時年才兩歲，怎麼寫碑文？ 經過年代考據比對，歷來質疑碑末的題記是張稚圭的借名附會之說。

## 碑文
司徒臣雄。司空臣戒。稽首言。魯前相瑛書言。詔書崇聖道。勉學藝孔子作春秋。制孝經。刪述五經演易繫辭。經緯天地。幽讚神明。故特立廟。褒成侯四時來祠。事已即去。廟有禮器。無常人掌領。請置百石□□一人。典主守廟。春秋饗禮。財出王家錢。給犬酒直。須報。謹問大常。祠曹掾馮牟。史郭玄辭對。□□□□□□行。祠先聖師。侍祠者。孔子子孫。大宰。大祝令各一人。皆備爵。大常丞監祠。河南尹給牛羊豕□□□各一。大司農給米祠。臣愚以為。如瑛言。孔子大聖。則象乾川。為漢制作。先世所尊。祠用眾□□□□□□欲加寵子孫。敬恭明祀。傳于罔極。可許。臣請魯相為孔子廟置百石卒史一人。掌領禮器。□□□□□□酒直。他如故事。臣雄。臣戒。愚戇誠惶誠恐。頓首頓首。死罪死罪。臣稽首以聞。曰可。□□□河南□□□□字季高。元嘉三年三月廿七日壬寅奏雒□宮司空□蜀□□□□□字意伯元嘉三年三月丙子朔。廿七日壬寅。司徒雄。司空戒下魯相。承書從事。下當用者。□□□卌□□。經通一藝。雜試通利能奉弘先聖之禮。為□所歸者。如詔書。書到言。永興元年六月甲辰朔十八日辛酉。魯相平。行長史事。卞守長□。□□□罪。敢言之。司徒司空府壬寅詔書。為孔子廟置百石卒史一人。掌主禮器。選年卌□上。□□□□□□□奉弘先聖之禮。為宗所歸者。平叩頭叩頭。死罪死罪。謹案文書。守文學掾魯孔龢。師□□。□曹史□□等雜試。龢脩春秋嚴氏。經通高第。事親至孝。能奉先聖之禮。為宗所歸。除龢。補名狀如牒。平惶□叩頭。死罪死罪。上司空府讚曰。巍巍大聖。赫赫彌章。相乙瑛字少卿。平原高唐人。令鮑疊字文公。上黨□留□。政教稽古。若重規□。乙君察舉。守宅除 吏。孔子十九世孫麟。廉請置百石卒史一人。鮑君造作百石吏舍。功垂无窮。於是始□。（隸書）。後漢鍾太尉書。元嘉祐七年張稚圭按圖題記。（楷書）。

## 拓本
- 北京故宮博物院藏明代初拓本
- 王懿榮舊藏明中葉拓本

## 歷代評論
- 明朝 郭宗昌在《金石史》中讚道：「爾雅簡質可讀，書益高古超逸。」[3]
- 清初 孫承澤在《庚子消夏記》也說：「文既爾雅簡質，書複高古超逸，漢石中之最不易得者。」[4]
- 清朝 方朔於《枕經金石跋》中說：「《乙瑛》立于永興元年，在三碑《禮器》、《史晨》為最先，而字之方正沉厚，亦足以稱宗廟之美、百宮之富。王篛林(澍)太史謂雄古，翁潭溪(方綱)閣學謂骨肉勻適，情文流暢，漢隸之最可師法者，不虛也。」[5]
- 清朝 何紹基在《東洲草堂金石跋》中說：「樸翔捷出，開後來雋利一門，然肅穆之氣自在。」[6]
- 清朝 翁方綱給乙瑛碑極高的評價，認為是「漢隸最可師法者」。
- 清朝 康有為在《廣藝舟雙楫》中說：「建初以後，變為波磔，篆、隸迥分。於是《衡方》、《乙瑛》等碑，體扁已極，波磔分背，隸體成矣。」、「至於隸法，體氣益多：虛和則有《乙瑛》、《史晨》。」[7]
- 明代 趙崡在《石墨鐫華》卷一·漢魯相置孔子廟卒史碑中說：「其敘事簡古，隸法遒勁，令人想見漢人風采，正不必附會元常也。」[8]

## 外部連結
- 北京故宮博物院－明拓东汉乙瑛碑（页面存档备份，存于）
- 漢魏碑刻陳列館－東漢•乙瑛碑
- 台灣Wiki－漢魏碑刻陳列館（页面存档备份，存于）
- 文化济宁－天下汉碑半济宁 济宁汉画甲天下